# Gazankulu
1973–1994
Entités précédentes :
- Afrique du Sud

Entités suivantes :
- Afrique du Sud

Le Gazankulu (rarement Gazankoulou) était un bantoustan situé dans l'ancienne province du Transvaal d'Afrique du Sud, aujourd'hui dans la province du Limpopo. Le Gazankulu fut un état autonome non reconnu de 1973 à 1994 dans le cadre du régime d'apartheid. Il regroupait principalement des Africains de l'ethnie tsonga (ou shangaane).
Au début de son existence, le bantoustan s'appelait Machangana, terme qui dérive du nom sud-africain de l'ethnie : les Shangaans. Le terme Gazankulu reprend le nom du royaume de Gazankulu, « Grand [royaume de] Gaza », établi par Soshangane au début du XIXe siècle aux alentours de ce qui est maintenant Maputo au Mozambique. L’ancien Gazankulu était nommé en l’honneur du grand-père de Soshangane, Gaza Ier, dont le royaume fut détruit par les Portugais.

## Histoire
Le 1er juillet 1971, le bantoustan du Machangana est créé avec Giyani pour chef-lieu. Lors de l'acquisition de l'autonomie le 1er février 1973, il sera rebaptisé en Gazankulu. Hudson Ntsanwisi devient son premier président et quittera le pouvoir seulement un an avant la réintégration à l'Afrique du Sud le 27 avril 1994.

## Géographie

Carte du Gazankulu

Le Gazankulu se trouvait au Nord-Est de l'Afrique du Sud, à proximité du Mozambique, du Zimbabwe et de l’Eswatini.
Son territoire était réparti en trois enclaves. Sur son flanc Ouest et Nord-Ouest se trouvait le bantoustan du Venda, une de ses enclaves possédait une frontière avec le bantoustan du Lebowa et une autre avec celui du KaNgwane.

## Politique
Le Ximoko Progressive Party était le parti au pouvoir pendant quasiment toute la durée de l'existence du Gazankulu.

### Liste des chefs d'État du Gazankulu
- Machangana
  - Hudson William Edison Ntsanwisi (chef du conseil) : du 1er juillet 1971 au 1er février 1973
- Gazankulu (autonome)
  - Hudson William Edison Ntsanwisi (ministre en chef) (XPP) : du 1er février 1973 au 25 mars 1993
  - Edward Mhinga (ministre en chef) : du 25 mars 1993 à avril 1993
  - Samuel Dickenson Nxumalo (ministre en chef) (XPP) : d'avril 1993 au 26 avril 1994

## Population
Le bantoustan avait été créé pour l'ethnie des Tsongas (aussi appelés Shangaans au Mozambique).
En 1978, il y avait 737 169 Tsongas en Afrique du Sud dont 234 244 dans le Gazankulu (31,8 %), 158 666 dans les autres bantoustans (21,5 %) et 344 259 dans les zones blanches (46,7 %).
En 1992, le recensement faisait état d'une population de 803 806 personnes.
Les langues les plus parlées étaient le tsonga et l'afrikaans.

## Drapeau
Le drapeau du Gazankulu est décrit dans la section deux du Gazankulu Flag Act de 1973. Malgré cela, il était très peu utilisé et était considéré comme officieux.
Le bleu symbolise l'infinité du ciel et l'absence de limites au développement et au progrès, la juxtaposition des couleurs blanche et noire représente la coopération entre les populations blanches et noires. Les deux cuillères reliées par une chaîne sont utilisées par les Tsongas lors des cérémonies traditionnelles (étant taillées dans une seule pièce de bois, elles ne peuvent être séparées et l'harmonie doit régner entre les deux personnes qui souhaitent manger avec).
Le drapeau a été abandonné le 27 avril 1994 avec la réintégration du Gazankulu dans l'Afrique du Sud.